# Сонцевик
Зевс, або Сонцевик (Zeus) — рід риб родини зевсових (Zeidae), ряду Зевсоподібні (Zeiformes). Свою наукову назву, а згодом і одну з українських, дістала від назви Зевса (грец. Zeus), верховного бога грецької міфології). Другу українську назву, сонцевик, дістав завдяки довгим променям спинного плавця, подібним до сонячних променів.

## Види
Містить два види:
- Zeus capensis Valenciennes, 1835 (Зевс мисовий)
- Zeus faber Linnaeus, 1758 (Зевс звичайний)